# Dubbelt halvslag om egen part

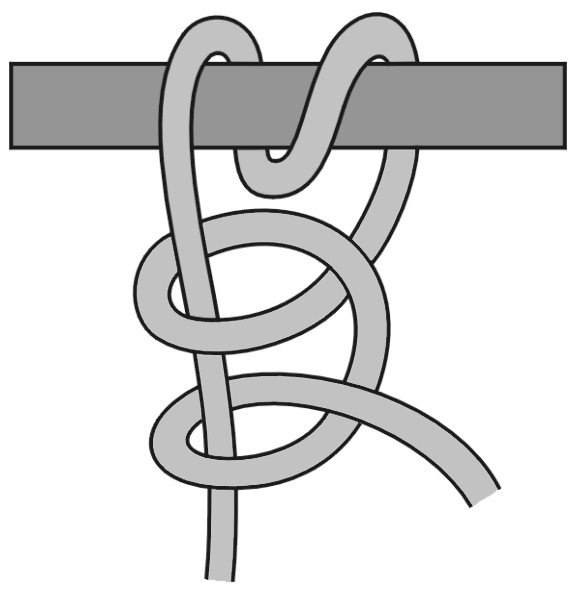
Dubbelt halvslag om egen part, här slagen med två varv runt pålen.

Dubbelt halvslag om egen part är en knop där ett dubbelt halvslag slås runt den fasta parten i stället för föremålet som knopen är fäst i. Den är en av de äldsta kända knoparna. För bästa styrka slås linan två varv runt det föremål linan är fäst. När knopen är färdigslagen kan den spännas genom att dra i den fasta parten.
För att göra knopen lättare att lösa upp kan den göras som två aviga halvslag om egen part, så att man först slår det yttre halvslaget från öglan räknat med sladden ytterst, sedan det inre (kallas även flaggbänd). Om detta aviga halvslag skriver kommendör Carl Smith att de "märkvärdigt nog sällan används och att de är ett utmärkt lämpligt fastgöringssätt, där man vill lämna över så kort sladd som möjligt, såsom vid påstickning av en flagg eller ett toppsegelskot. De aviga halvslagen är lättare att lossa och de håller om möjligt ännu bättre än de rättvända, eftersom just den yttersta sladden kniper så hårt."
Att de två aviga halvslagen inte används oftare, torde nog dels bero på gammal slentrian, dels kanske på att vanliga halvslag om egen part är enklare att göra ifall linan hela tiden måste hållas spänd, vilket nog ofta är fallet.